# Chamblac
 Chamblac  là một xã thuộc tỉnh Eure trong vùng Normandie miền bắc nước Pháp.